# 江加埔来
江加埔来是马来西亚柔佛州新山县的一个城鎮及華人新村，距離新山市中心約18公里。

## 歴史

### 建立
在20世紀，江加埔来是一個由柔佛蘇丹伊布拉欣命令，在港主制度下建立的華人村莊。

### 江加埔来市議會
江加埔来市議會於1953年3月15日成立。1971年3月1日，市議會與新山縣內其他7個市議會合併為新山登加區議會，後來於2018年改稱為依斯干達公主城市議會。

## 住宅區
- 江加埔来華人新村
- 江加埔来馬來甘榜
- 佩邁村花園
- 貝斯塔里花園

## 設施

### 商業
- 國油

### 教育
- 埔来華小
- 江加埔来輔來華小
- 江加埔来文化華小
- 江加埔来國民學校

### 宗教
- 財神宮
- 清真寺（Masjid Jamek Nur Syahadah）

## 地理
江加埔来位於蒲來河，為丘陵地形，適宜種植。起初種植毛钩藤（Gambier）及胡椒。直到1970年代，隨著棕櫚油市場需求日益增加，當地農民開始改種油棕。